# 日內瓦鎮區 (伊利諾伊州凱恩縣)
日內瓦鎮區（英語：Geneva Township）是位於美國伊利諾伊州凱恩縣的一個行政鎮區。

## 地方資料
根據2010年美國人口普查的數據，日內瓦鎮區的面積為42.40平方千米，當中陸地面積為41.70平方千米，而水域面積為0.70平方千米。當地共有人口27017人，而人口密度為每平方千米637.19人。